# Mostela d'Egipte
La mostela d'Egipte (Mustela subpalmata) és una espècie de mamífer de la família dels mustèlids que viu al nord d'Egipte. Es troba confinada a la vall del Nil inferior, entre Beni Suef al sud d'Alexandria i el delta al nord.